# Bilbao Metropoli-30
Bilbao Metropoli-30 est une association créée pour revitaliser 30 communes biscaïennes autour de la ria du Nervión, indépendamment de Bilbao, au Pays basque (Espagne), bien que maintenant son cadre d'activité dépasse ce nombre de communes.
Ses partenaires sont tant des institutions publiques (mairies, Députation Forale, Gouvernement basque) comme des entreprises, universités, moyens de communication, centres technologiques, consulats, musées, ONG, etc.
Il a conduit la transformation de Bilbao depuis une ville industrielle à une ville moderne de services et culturelle.

## Plan de revitalisation
Avec l'intention de promouvoir la capitale biscaïenne comme une ville chef au Pays Basque et avec l'importance dans sa projection internationale on a lancé le Plan de Revitalisation en 1992, une alliance des institutions avec les entreprises et d'initiative privée pour le développement de différents projets.
Le 25 novembre 1999 le projet s'est projeté Bilbao 2010. Réflexion stratégique auquel a suivi le 4 avril 2001, la présentation du plan stratégique appelé Bilbao 2010. La Stratégie.

## Association
L'association Bilbao Metropoli-30 apparaît pour la Revitalisation du Bilbao Metropolitaine en étant une association de recherche et de promotion qui s'est constituée le 9 mai 1991. Son but est celui d'effectuer des projets de planification, d'étude et de promotion, dirigés vers la récupération et la revitalisation de Bilbao Metropolitaine, défini comme une réalité sociale et économique sans des limites géographiques précises.
Pour atteindre l'objectif proposé, il effectue des actions dans différentes directions. L'association s'occupe de promouvoir la réalisation et la mise en pratique du Plan stratégique pour la Revitalisation de Bilbao Metropolitane, attaque la réalisation d'autant d'actions dérivées du Plan stratégique qui sont confiées à sa responsabilité, et en particulier, de tout ce qui a pour but l'amélioration de l'image interne et externe de Bilbao Metropolitane, se charge de la réalisation de projets étude et recherche visant à approfondir dans la connaissance de la situation de Bilbao Metropolitane, ainsi que d'autres métropoles qui, par ses circonstances, permettent d'obtenir un certain enseignement d'utilité et promeut la coopération du secteur public et du secteur privé pour atteindre des solutions conjointes dans des problèmes d'intérêt mutuel qui affectent le Bilbao Metropolitane.
Le 9 juin 1992 a été déclaré Entité d'Utilité Publique par le Gouvernement basque.
Ne pas confondre avec Bilbao Ria 2000 qui est une société anonyme créée par les institutions publiques pour diriger la récupération et la transformation de zones dégradées du secteur métropolitain de Bilbao.